# Freda Coleborn
Freda M Coleborn (née Milward; 1911-1965) foi uma artista britânica conhecida pelas suas criações em vidro e bordado.

## Biografia
Coleborn nasceu na Índia e foi educada na Leeds High School, na Inglaterra, e depois estudou no Royal College of Art em Londres, tornando-se numa Associada do Royal College em 1936. Além de trabalhar como professora de arte, Coleborn produziu desenhos em vidro e bordados e pintava a óleo e guache. Expôs diversas vezes trabalhos na Royal Academy de Londres e nas principais exposições internacionais de obras de vidro. Entre aqueles que compraram peças de vidro de Coleborn conta-se a Rainha Elizabeth II.
Em 1935 casou-se com o artista Edwin Keith Coleborn (1909-2005), que foi o director de várias escolas de arte ao longo da sua carreira. O casal morava em Downe, em Bromley, e ambos projectaram vitrais para a igreja local, St Mary's.